# Salim Chartouni
Nabih Salim Chartouni Kuri (Città del Messico, 20 dicembre 1973) è un ex calciatore e giornalista sportivo messicano.

## Carriera
È stato portiere del Puebla Fútbol Club fra il 1997 e il 1999.
Negli anni 2010 ha intrapreso l'attività di giornalista sportivo, prendendo parte ad alcuni programmi televisivi in onda su Fox Sports Latinoamérica.